# Alfio Caltabiano
Alfio Caltabiano (Pistoia, 17 luglio 1932 – Roma, 23 giugno 2007) è stato un attore, regista e sceneggiatore italiano.

## Biografia
Noto anche con gli pseudonimi anglofili: Al Northon, Alf Randal e Alf Thunder, fu regista e sceneggiatore di alcuni film tra i quali Comandamenti per un gangster (1968) e Tutti figli di Mammasantissima (1973), nonché stuntman e coreografo. Iniziò la sua carriera nel cinema sfruttando il suo fisico notevole: tra i suoi primi film c'è Ben-Hur, nel quale interpretava Gesù Cristo, visibile solo di spalle, mentre portava la pesante croce di legno nella scena della Via Crucis. Compare come attore in una ventina di film, soprattutto spaghetti-western, mentre come regista esordisce nel 1967 con il film Ballata per un pistolero. La sua carriera cinematografica si conclude nel 1977, dopo aver finito le riprese di California.
È morto il 23 giugno 2007 a causa di un infarto.

## Filmografia

### Attore
- Il principe dalla maschera rossa, regia di Leopoldo Savona (1955)
- Messalina Venere imperatrice, regia di Vittorio Cottafavi (1960)
- La strada dei giganti, regia di Guido Malatesta (1960)
- Il colosso di Rodi, regia di Sergio Leone (1961)
- Barabba (Barabbas), regia di Richard Fleischer (1961)
- Il figlio del capitan Blood, regia di Tulio Demicheli (1962)
- Arrivano i titani, regia di Duccio Tessari (1962)
- Maciste il gladiatore più forte del mondo, regia di Michele Lupo (1962)
- Maciste l'eroe più grande del mondo, regia di Michele Lupo (1963)
- Io Semiramide, regia di Primo Zeglio (1963)
- Il mistero del tempio indiano, regia di Mario Camerini (1963)
- Kali Yug, la dea della vendetta, regia di Mario Camerini (1963)
- Gli schiavi più forti del mondo, regia di Michele Lupo (1964)
- La vendetta di Spartacus, regia di Michele Lupo (1964)
- Erik il vichingo, regia di Mario Caiano (1965)
- Sette contro tutti, regia di Michele Lupo (1965)
- I due sergenti del generale Custer, regia di Giorgio Simonelli (1965)
- L'armata Brancaleone, regia di Mario Monicelli (1966)
- 2+5 missione Hydra, regia di Pietro Francisci (1966)
- Ballata per un pistolero, regia di Alfio Caltabiano (1967)
- Comandamenti per un gangster, regia di Alfio Caltabiano (1968)
- Cinque figli di cane, regia di Alfio Caltabiano (1969)
- Una spada per Brando, regia di Alfio Caltabiano (1970)
- Così sia, regia di Alfio Caltabiano (1972)
- Tutti figli di Mammasantissima, regia di Alfio Caltabiano (1973)
- Oremus, Alleluia e Così Sia, regia di Alfio Caltabiano (1973)
- Keoma, regia di Enzo G. Castellari (1976)
- California, regia di Michele Lupo (1977)

### Regia
- Ballata per un pistolero (1967)
- Comandamenti per un gangster (1968)
- Cinque figli di cane (1969)
- Una spada per Brando (1970)
- Così sia (1972)
- Tutti figli di Mammasantissima (1973)
- Oremus, Alleluia e Così Sia (1973)